# Oreophryne rookmaakeri
Oreophryne rookmaakeri és una espècie de granota que viu a Indonèsia.